# Telmatherina obscura
Telmatherina obscura là một loài cá thuộc họ Telmatherinidae. Nó là loài đặc hữu của Indonesia.